# Mostri, streghe e vampiri
Mostri, streghe e vampiri è una raccolta della cantante Cristina D'Avena pubblicata il 6 aprile 2007.

## Tracce
Testi di Alessandra Valeri Manera.
1. Dabadabady Casper (musica: Vincenzo Draghi)
2. Vita da streghe (musica: Max Longhi, Giorgio Vanni)
3. Conte Dacula (musica: Vincenzo Draghi)
4. Occhio ai fantasmi (musica: Vincenzo Draghi)
5. Un mostro tutto da ridere (musica: Gianfranco Fasano)
6. Milly, vampiro per gioco (musica: Gianfranco Fasano)
7. Belfagor (musica: Antonio Galbiati)
8. Brividi e polvere con Pelleossa (musica: Carmelo Carucci)
9. Pazze risate per mostri e vampiri (musica: Vincenzo Draghi)
10. La fabbrica dei mostri (musica: Silvio Amato)
11. Che baby-sitter questa mummia! (musica: Max Longhi, Giorgio Vanni)
12. Mostruosi marziani (musica: Gianfranco Fasano)
13. Una miss scacciafantasmi (musica: Max Longhi, Giorgio Vanni)
14. Quella strana fattoria (musica: Gianfranco Fasano)
15. Mostri o non mostri... Tutti a scuola (musica: Silvio Amato)